# YWHAQ
YWHAQ (англ. Tyrosine 3-monooxygenase/tryptophan 5-monooxygenase activation protein theta) – білок, який кодується однойменним геном, розташованим у людей на короткому плечі 2-ї хромосоми. Довжина поліпептидного ланцюга білка становить 245 амінокислот, а молекулярна маса — 27 764.
| 10         |  | 20         |  | 30         |  | 40         |  | 50         |
| ---------- |  | ---------- |  | ---------- |  | ---------- |  | ---------- |
| MEKTELIQKA |  | KLAEQAERYD |  | DMATCMKAVT |  | EQGAELSNEE |  | RNLLSVAYKN |
| VVGGRRSAWR |  | VISSIEQKTD |  | TSDKKLQLIK |  | DYREKVESEL |  | RSICTTVLEL |
| LDKYLIANAT |  | NPESKVFYLK |  | MKGDYFRYLA |  | EVACGDDRKQ |  | TIDNSQGAYQ |
| EAFDISKKEM |  | QPTHPIRLGL |  | ALNFSVFYYE |  | ILNNPELACT |  | LAKTAFDEAI |
| AELDTLNEDS |  | YKDSTLIMQL |  | LRDNLTLWTS |  | DSAGEECDAA |  | EGAEN      |

A: Аланін

C: Цистеїн

D: Аспарагінова кислота

E: Глутамінова кислота

F: Фенілаланін

G: Гліцин

H: Гістидин

I: Ізолейцин

K: Лізин

L: Лейцин

M: Метіонін

N: Аспарагін

P: Пролін

Q: Глутамін

R: Аргінін

S: Серин

T: Треонін

V: Валін

W: Триптофан

Локалізований у цитоплазмі.